# روبرت وليامز دانيال
روبرت وليامز دانيال (بالإنجليزية: Robert Williams Daniel)‏ هو مصرفي وسياسي أمريكي، ولد في 11 سبتمبر 1884 بريتشموند في الولايات المتحدة، وتوفي بنفس المكان في 20 ديسمبر 1940. حزبياً، نشط في الحزب الديمقراطي. وقد انتخب عضو مجلس ولاية فرجينيا.